# Bayonville-sur-Mad
Bayonville-sur-Mad ist eine französische Gemeinde mit 330 Einwohnern (Stand: 1. Januar 2022) im Département Meurthe-et-Moselle in der Region Grand Est (bis 2015 Lothringen). Die Gemeinde gehört zum Arrondissement Toul und zum Kanton Pont-à-Mousson. 

## Geografie
Bayonville-sur-Mad liegt am Rupt de Mad zwischen Metz und Pont-à-Mousson im Regionalen Naturpark Lothringen. Umgeben wird Bayonville-sur-Mad von den Nachbargemeinden Gorze im Norden, Arnaville im Osten, Pagny-sur-Moselle im Süden, Onville im Westen sowie Vandelainville im Westen und Nordwesten.

## Bevölkerungsentwicklung
| Jahr                       | 1962 | 1968 | 1975 | 1982 | 1990 | 1999 | 2006 | 2019 |
| Einwohner                  | 369  | 370  | 395  | 340  | 324  | 306  | 314  | 320  |
| Quellen: Cassini und INSEE |      |      |      |      |      |      |      |      |

## Sehenswürdigkeiten
- Gallorömische Siedlungsreste
- Kirche Saint-Julien
- Schloss Remonvaux aus dem 18./19. Jahrhundert

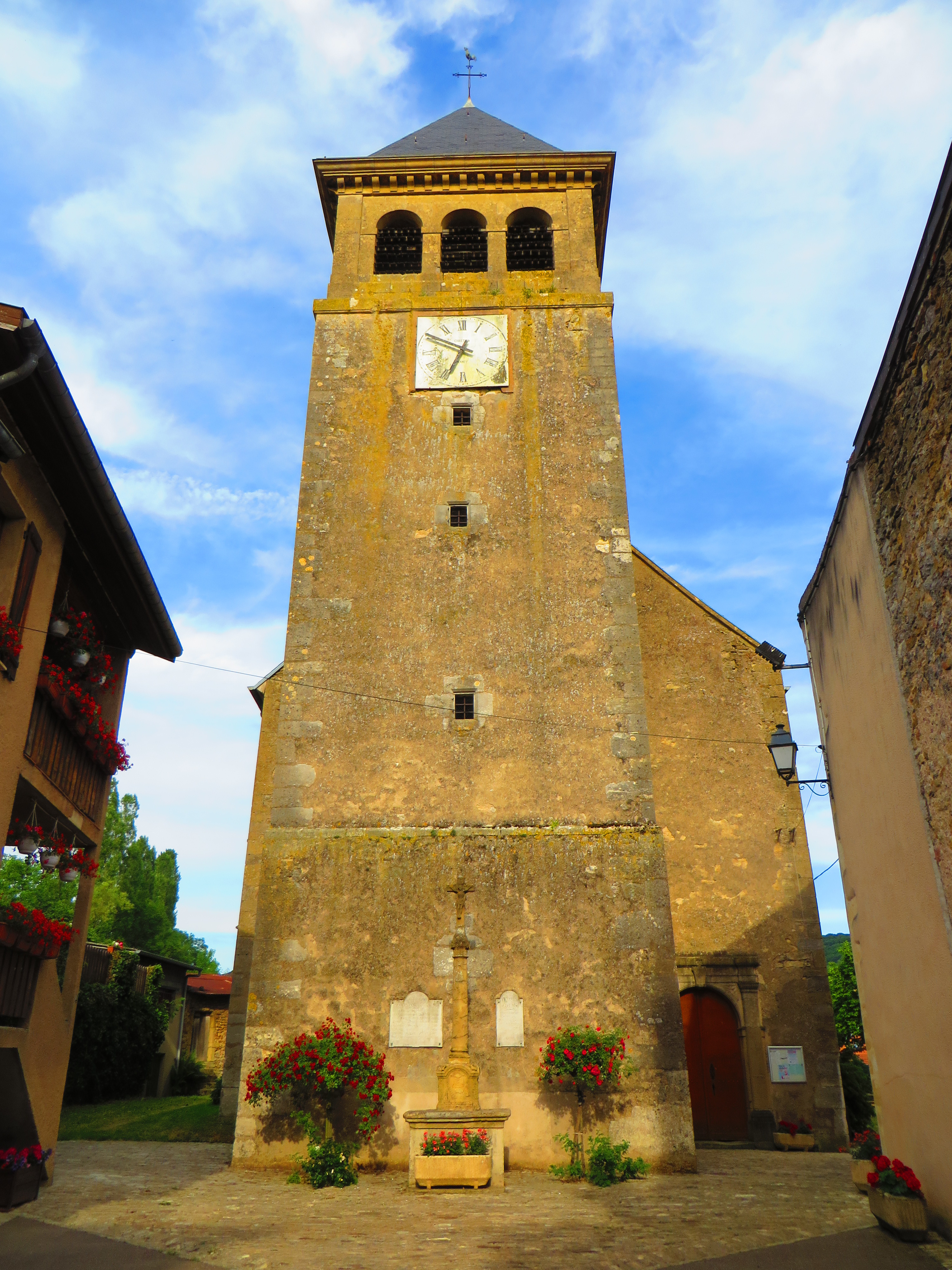
Kirche Saint-Julien